# Тодор Дермонски
Тодор Йотов Дермонски (Дермонеца, Йото) (роден под името Тотю Дермонски) е бивш български футболист – вратар. Дългогодишен играч на АС-23 (1926 – 1944). Има 26 мача за националния отбор.
Осъден през 1944 г. от Народния съд на 15 години затвор, тъй като по време на Втората световна война работи в полицията. През 1947 г. е помилван. До края на живота си работи като строител. Участва в изграждането на язовири и заводи, неговата бригада прави козирката на Националния стадион „Васил Левски“. Награден е с Народен орден на труда.

## Клубна кариера
Юноша е на Мусала (София). През 1923 г. преминава в АС-23, като е в първия тим от 1926 г. Налага се като титулярен вратар и лидер на тима, а в немалко мачове носи и капитанската лента. През 1931 г. печели Столичното първенство, а след това и Държавния шампионат. През 1933 г. печели купата „Улпия Сердика“. През 1941 г. е носител на Царската купа. За втори път печели Столичното първенство през 1944 г. По време на международните си изяви за „асистите“ и националния отбор получава предложения от югославски и френски отбори, но не заиграва в чужбина.
Остава в АС-23 до края на съществуването на тима същата година. Прекратята кариерата си поради контузия, при падане наранява сериозно рамото си.

## Национален отбор
Национал е на България между 1930 и 1938 г. През 1932 г. печели Балканската национална купа. Попада и в идеалния отбор на турнира. Дермонски е и знаменосец на тима при откриването на купата. Пази при рекордната загуба на националите с 0:13 от Испания през май 1933 г., като е сменен в 30-ата минута при резултат 0:4. Това ражда думата „дърмон“ (състояние на безизходица и безсилие).